# 王铭晖
王铭晖（1960年2月—），男，汉族，四川资阳人，中华人民共和国政治人物。中共四川省委党校现代管理专业毕业，在职研究生学历。

## 生平
1977年12月参加工作，1980年10月加入中国共产党。2005年7月，任中共内江市委副书记。2005年8月，任中共内江市委副书记、市长、市政府党组书记。2007年6月，任中共四川省委副秘书长、办公厅主任。2008年，当选第十一届全国人民代表大会四川地区代表。2013年，当选第十二届全国人民代表大会四川地区代表。2013年2月，任中共宜宾市委书记。
2016年6月，当选四川省人民政府副省长。2017年3月，任中共四川省委秘书长。2017年5月，任中共四川省委常委。2020年3月，不再担任中共四川省委常委。5月12日，补选为四川省人大常委会副主任。
2022年1月22日涉嫌严重违纪违法，目前正接受中央纪委国家监委纪律审查和监察调查，是中共十九大后四川省首个落马的省委前任或在任常委。
据媒体报道，王铭晖最后一次在公开场合露面是2022年1月12日督导德阳市委常委班子党史学习教育专题民主生活会。1月17日下午，四川省第十三届人民代表大会第五次会议预备会议选出的大会主席团举行第一次会议，会议表决推选13位大会主席团常务主席，王铭晖位列第三。1月18日，四川省十三届人大五次会议在成都开幕，王铭晖却没有出席，三天后的闭幕式也同样没有公开报道。大会闭幕当天，即1月21日下午，四川省十三届人大常委会第三十三次会议接受了王铭晖辞去四川省人大常委会副主任职务的请求。
2022年7月29日，中央纪委国家监委决定给予王铭晖开除党籍开除公职处分；终止其十九大代表资格；收缴其违纪违法所得；将其涉嫌犯罪问题移送检察机关依法审查起诉，所涉财物一并移送经审理查明：1998年至2021年，被告人王铭晖利用担任四川省资阳市（地）委副书记，四川省内江市委副书记、市长，四川省委副秘书长、办公厅主任，四川省宜宾市委书记，四川省副省长，四川省委常委、秘书长，四川省人大常委会党组副书记、副主任等职务上的便利以及职权、地位形成的便利条件，为相关单位和个人，在工程承揽、企业经营、职务调整等事项上提供帮助，非法收受财物共计折合人民币5213万余元。
2024年1月31日，广东省佛山市中级人民法院一审公开宣判王铭晖受贿、滥用职权一案，决定执行有期徒刑十六年，并处罚金人民币五百万元。